# YAMAZAKI DELICIOUS WIND
YAMAZAKI DELICIOUS WIND（ヤマザキ・デリシャス・ウィンド）は、1998年4月から2009年9月までbayfmで放送されていたラジオ番組。山崎製パンの冠スポンサー番組。毎週日曜日12:00 (JST) から約1時間放送されていた。ラジオパーソナリティは大桃美代子。
番組終了後の2009年10月からは、同じ山崎製パン提供の「YAMAZAKI SMILE DISH（ヤマザキ・スマイル・ディッシュ）」が後継番組となり、酒井美紀がラジオパーソナリティを務めた。

## 概要
毎週旬の話題を紹介しながら、毎回テーマを決めて楽曲を紹介する音楽番組で、スポンサーが山崎製パンであることから、リスナーからパンの調理法を募集するコーナーもあった。
年に数回、番組にゲストを呼んでいた。山崎製パンのCMソングを歌ったミュージシャンを呼ぶことが多かったが、松任谷由実や矢沢永吉などの大物も出演したことがあった。また、山下達郎の実家がヤマザキショップだったため、山下や彼の妻である竹内まりやがゲスト出演したこともあった。
そのほか、ゲストには森山直太朗が出演したり、EXILEが番組にメッセージを送って放送されたこともあった。
なお、この番組は2003年3月までKiss-FM KOBEでも放送されていたが、同局がJFNに加盟したことから放送が打ち切られた（bayfmはJFN未加盟のため）。